# Helena Jios
Helena Jios (Buenos Aires, Argentina) es una actriz argentina, conocida por sus papeles en tiras como Verano del 98, Rebelde Way, Floricienta, Tiempofinal y Los simuladores.

## Carrera
Egresada del Conservatorio de Arte Dramático. Jios es una actriz de reparto que cubrió roles secundarios, generalmente de villanas, como fue en Verano del 98 y Floricienta. En la pantalla chica debutó a fines de 1980 con La bonita página, luego le siguieron otros papeles en ficciones como en Rebelde Way, Kachorra, Máximo corazón y Valientes; como así también en los unitarios Tiempofinal, Casados con hijos y Mujeres asesinas..Además hizo decenas de publicidades como la de Quesos Chubut de la Serenísima.
En cine trabajó en la película Nada por perder, escrita y dirigida por Quique Aguilar, junto a actores de la talla de Osvaldo Sabatini, Paola Krum, Gerardo Romano, Lito Cruz y Germán Krauss.
Iniciada en el teatro independiente alcanzó gran éxito en la década de 1980 con la obra El cuadro con Tato Pavlovsky y Rubén Santagada. También se destacó en las obras Dale que te canto de 1992, con libro de Santiago Doria, dirigido por Alejandro Gruz y Daniel Burak; y Humorcochea en 1995, con dirección de Carlos Garaycochea. En 1997, y junto a Las Trillizas de Oro y Liliana Pécora, trabajó en la obra musical Las tres Marías. En 2005 fue asistente de producción de la obra Pinacoteca con libro y dirección  de Silvia Copello.

## Filmografía
- 2001: Nada por perder... Empleada del Registro Nacional

## Televisión
- 2010: Valientes.
- 2007: Mujeres de nadie como Graciela Braga.
- 2007: Mujeres asesinas, episodio Claudia, herida.
- 2007: La ley del amor. como Amalia
- 2005: Casados con hijos, episodio Ese abogado del diablo, como la Jueza.
- 2005: Hombres de honor como Doctora.
- 2004/2005: Floricienta como Gabriela Servidio, la Directora del internado de huérfanos.
- 2004: Jesús, el heredero como Enfermera.
- 2003: Rebelde Way como Carmen Menendez, profesora de literatura.
- 2002: Máximo corazón como Susi.
- 2001/2002: Tiempo final, episodios Broma pesada (2001) y Tarjeta roja (2002).
- 2002: Los simuladores, episodio Marcela & Paul.
- 2002: Kachorra.
- 1998/1999: Verano del 98 como Alicia.
- 1998: Lo tuyo es mío.
- 1995: Amigovios.
- 1995: Chiquititas.
- 1988/1989: La bonita página.

## Teatro
- 1997: Las tres Marías.
- 1995: Humorcochea.
- 1995: Las que aman hasta morir.
- 1992: Dale que te canto.
- 1980: El cuadro.

Como asistente de producción:
- 2005: Pinacoteca